# 2014
2014（二千十四、にせんじゅうよん）は、自然数また整数において、2013の次で2015の前の数である。

## 性質
- 2014 は合成数であり、約数は 1, 2, 19, 38, 53, 106, 1007, 2014 である。
  - 約数の和は3240。
  - 約数の個数が3連続(2013,2014,2015)で同じになる39番目の中央の数である。1つ前は1982、次は2055。
- 306番目の楔数である。1つ前は2013、次は2015。
  - 2014で楔数の個数が素数の個数を上回る。この数より大きな数で楔数の個数が素数の個数を下まわることはない。
  - 3連続楔数となる3番目の中央の数である。1つ前は1886、次は2666。(オンライン整数列大辞典の数列 A248202)
- 各位の和が7になる66番目の数である。1つ前は2005、次は2023。
- 2014 = 132 + 152 + 172 + 192 + 212 + 232
  - 6連続奇数の平方和で表せる数である。1つ前は1606、次は2470。
- 異なる3つの平方数の和9通りで表せる35番目の数である。1つ前は1985、次は2025。(オンライン整数列大辞典の数列 A025346)
- n = 2014 のとき n と n − 1 を並べた数を作ると素数になる。n と n − 1 を並べた数が素数になる167番目の数である。1つ前は2010、次は2020。(オンライン整数列大辞典の数列 A054211)
- 2014 = 133 − 132 − 13 − 1
  - n = 13 のときの n3 − n2 − n − 1 の値とみたとき1つ前は1571、次は2533。(オンライン整数列大辞典の数列 A083074)

## その他 2014 に関連すること
- 西暦2014年